# Remix EP: The Spot
Pour les articles homonymes, voir Spot.
Albums de The Beatnuts
Hydra Beats, Vol. 5
(1997) A Musical Massacre
(1999)
Remix EP: The Spot est un EP des Beatnuts, sorti le 10 février 1998.
L'album, qui est essentiellement composé de remixes de disques précédents (Intoxicated Demons: The EP, The Beatnuts: Street Level et Stone Crazy), s'est classé 26e au Heatseekers et 52e au Top R&B/Hip-Hop Albums.

## Liste des titres
| No | Titre                                                        | Contient un (des) sample(s) de       | Durée |
| -- | ------------------------------------------------------------ | ------------------------------------ | ----- |
| 1. | R.U. Ready II (featuring Grand Puba)                         |                                      | 3:30  |
| 2. | Get Funky (Remix)                                            |                                      | 4:32  |
| 3. | No Equal (Remix)                                             | Ode to Billie Joe de Lou Donaldson   | 4:18  |
| 4. | Psycho Dwarf II (featuring Nogoodus)                         | Strictly Snappin' Necks d'EPMD       | 4:23  |
| 5. | Off the Books (Remix) (featuring Big Punisher et Cuban Link) | First True Love Affair de Jimmy Ross | 3:03  |
| 6. | Let off a Couple II (featuring A.L. et Rawcotiks)            |                                      | 2:59  |
| 7. | Props Over Here (Remix)                                      |                                      | 3:29  |
| 8. | Treat$ (featuring A.L. et Rawcotiks)                         |                                      | 3:57  |